# باز بال‌پهن
باز بال‌پهن یا سارگپه بال‌پهن (نام علمی: Buteo platypterus) نام یک گونه از سرده سارگپه است.